# Pseudomuscari coeruleum
Pseudomuscari coeruleum là một loài thực vật có hoa trong họ Măng tây. Loài này được (Losinsk.) Garbari miêu tả khoa học đầu tiên năm 1970.